# Landesname Tschechische Republik
Der Landesname Tschechische Republik (Česká republika) für den tschechischen Teil des Staates Tschechoslowakei beziehungsweise für die selbständige Republik nach 1993 ist offiziell seit 1969 im Gebrauch. Im Jahr 2016 wurde der bereits vorher gängige Kurzname Tschechien (Česko) auch amtlicher Landesname.

## Name in tschechischer Sprache
Das Land ist nach den Tschechen (tschechisch Češi) benannt, einem slawischen Stamm, der in Mittelböhmen ansässig war. Dieser Stamm unterwarf die umliegenden Stämme im späten 9. Jahrhundert und gründete den böhmischen Staat. Der Ursprung des Namens des Stammes selbst ist unbekannt. Der Legende nach stammt er von ihrem Anführer Čech, der sie nach Böhmen brachte. Die Forschung betrachtet Čech als eine Ableitung der Wurzel čel- (Angehöriger des Volkes, Verwandter).
Aufgrund der Entwicklung der tschechischen Sprache wurden im Laufe der Jahrhunderte mehrere Varianten des Namens verwendet. Der Digraph cž wurde seit der Kralitzer Bibel aus dem 16. Jahrhundert bis zur Reform von 1842 verwendet und schließlich durch č ersetzt (aus Cžechy wurde Čechy). Im späten 19. Jahrhundert änderte sich die Endung der Ländernamen von -y zu -sko (z. B. Rakousy → Rakousko für Österreich, Uhry → Uhersko für Ungarn). Während der Begriff Česko 1704 zum ersten Mal auftaucht, wurde er erst 1918 als erster Teil des Namens der neuen unabhängigen Tschechoslowakei (Česko-Slovensko oder Československo) offiziell verwendet. Innerhalb dieses Staates wurde am 1. Januar 1969 die Tschechische Sozialistische Republik (tschechisch Česká socialistická republika, ČSR) gegründet. Am 6. März 1990 wurde die Tschechische Sozialistische Republik in die Tschechische Republik (tschechisch Česká republika, ČR) umbenannt. Als sich die Tschechoslowakei 1993 auflöste, sollte der tschechische Teil des Namens als Name für den tschechischen Staat dienen. Die Entscheidung löste einen Streit aus, da viele das „neue“ Wort Česko, das zuvor nur selten allein verwendet worden war, als hart klingend oder als Überbleibsel von Československo empfanden. Der ältere Begriff Čechy wurde von vielen abgelehnt, da er in erster Linie mit Böhmen selbst in Verbindung gebracht und die Verwendung für das gesamte Land als unangemessen angesehen wurde. Dieses Gefühl war bei den Bewohnern Mährens besonders ausgeprägt.
Die Verwendung des Wortes „Česko“ innerhalb des Landes selbst hat in den letzten Jahren zugenommen. In den 1990er Jahren wurde „Česko“ nur selten verwendet und galt als umstritten. Einige tschechische Politiker und Persönlichkeiten des öffentlichen Lebens (z. B. der Medienmagnat Vladimír Železný) äußerten sich besorgt über die Nichtverwendung von „Česko“ und „Tschechien“. Václav Havel behauptete: „Jedes Mal, wenn ich das Wort [Česko] lese oder höre, kriechen mir die Nacktschnecken ein wenig in den Kopf.“ Miroslav Zikmund brachte es mit Hitlers Nürnberger Kundgebungen in Verbindung. Minister Alexandr Vondra sprach sich ebenfalls entschieden gegen die Verwendung dieses Namens aus. 1997 wurde in Brünn von Sprachwissenschaftlern und Geografen die Bürgerinitiative Česko / Czechia (Tschechien) gegründet, um die Verwendung der Česko / Czechia (Tschechien) zu fördern. 1998 fand an der Karlsuniversität in Prag eine Konferenz statt, die die Verwendung des Namens Czechia fördern sollte. Der Senat des Parlaments der Tschechischen Republik hielt 2004 eine Sitzung zu diesem Thema ab.

## Name in lateinischer Sprache

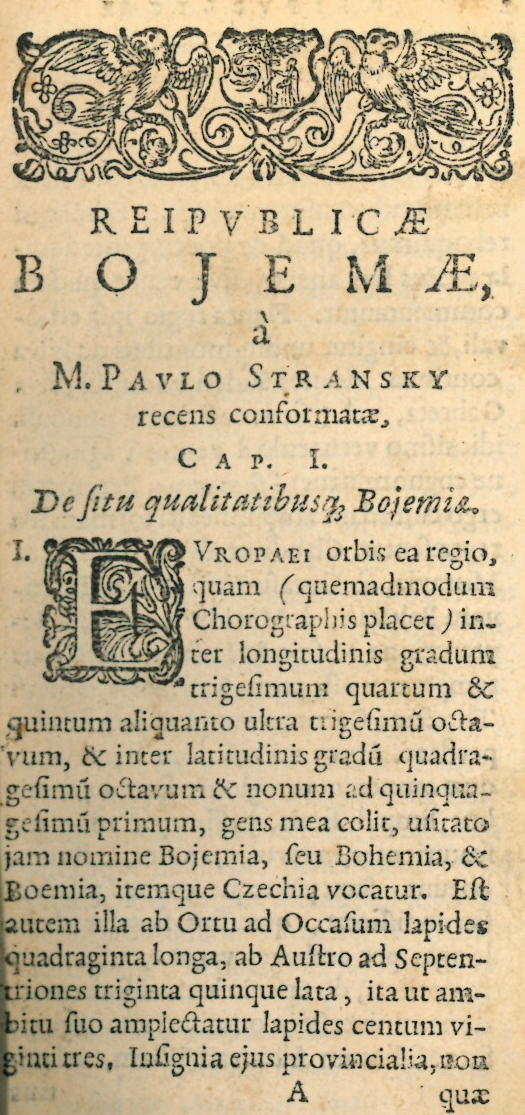
Pavel Stránský ze Záp, Respublica Bojema, 1634: I. De situ qualitatibusque Bojemiae.

Obwohl in der lateinischen Sprache die Länder der heutigen Tschechischen Republik (die drei historischen Länder Böhmen (Čechy), Mähren (Morava) und Schlesien (Slezsko)) mit dem Sammelnamen Bohemia bezeichnet wurden, da sie Teil der gesamten Corona regni Bohemiae (Böhmische Kronländer) waren, wurde Böhmen (Bohemia im eigentlichen Sinne) in der ersten Hälfte des 16. Jahrhunderts als Czechia erwähnt. Die erste historisch belegte Erwähnung findet sich in der Chronik von Böhmen (Kronyka Czeska) von Václav Hájek z Libočan aus dem Jahr 1541. Václav Hájek verwendete den Begriff nicht im lateinischen, sondern im tschechischen Text; er schrieb statt des heutigen Buchstabens Č noch die damals existierende Vorsilbe Cž, d. h. Cžechya.
In der zweiten Hälfte des 16. Jahrhunderts begann sich der Name Czechia im Lateinischen durchzusetzen, und 1598 wurde Czechia in das von Daniel Adam z Veleslavína herausgegebene böhmisch(tschechisch)-lateinisch-griechisch-deutsche Wörterbuch aufgenommen.
Darüber hinaus wird die Bezeichnung Czechia zum Beispiel von Pavel Stránský ze Záp (1563–1657) in seinem Werk Respublica Bojema von 1634 erwähnt, der sie bereits in seinem ersten Kapitel De situ qualitatibusque Bojemiae erwähnt: 

“Europaei orbis ea regio, quam (quemadmodum Chorographis placet) inter longitudinis gradum trigesimum quartum et quintum aliquanto ultra trigesimum octavum, et inter latitudinis gradum quadragesimum octavum et nonum ad quinquagesimum primum, gens mea colit, usitato jam nomine Bojemia, seu Bohemia, et Boemia, itemque Czechia vocatur.”

„Jenes Land in Europa, jener Teil der Welt, in dem (wie die Geographen lehren) nach der Länge zwischen dem vierunddreißigsten und fünften Grad bis zum achtunddreißigsten, und nach der Breite zwischen dem achtundvierzigsten und neunten Grad bis zum einundfünfzigsten die Böhmen (Čechové, Tschechen, d.h. tschechisches Volk) wohnen, nennt meine Nation nach ihrem gewöhnlichen Namen Böhmen (Čechy, d.h. Czechia)..“

Die Beschreibung schließt die Grafschaft Glatz ein, die bis 1742 zu Böhmen gehörte. Weiter östlich von Böhmen liegt Mähren.

## Kurzübersicht
Der Langname Tschechische Republik – chronologisch gesehen – wurde offiziell für folgende Staatsgebiete verwendet:
- Tschechische Sozialistische Republik, 1969–1990 Teilrepublik der Tschechoslowakischen sozialistischen Republik
- Tschechische Republik (1990-1992), Teilrepublik der Tschechischen und Slowakischen Föderativen Republik
- Tschechische Republik, Kurzform (seit 2016) Tschechien, seit 1993 selbständiger Staat in Mitteleuropa

Der Kurzname Tschechien (deutsch, Česko tschechisch) ist offiziell erst seit 2016 im Gebrauch.

## Geschichte des Langnamens
Tschechische sozialistische Republik
Eine der wenigen Errungenschaften des Prager Frühlings, die in der Normalisierung Bestand hatte, war das Gesetz über die Föderalisierung 143/1968 vom 27. Oktober 1968, mit dem der 1960 ausgerufenen Tschechoslowakischen sozialistischen Republik (Československá socialistická republika) – ohne Namensänderung – zum 1. Januar 1969 eine föderale Struktur verordnet wurde. Das Gesetz bestimmte auch, dass einer der beiden Teilstaaten die Tschechische sozialistische Republik (Česká socialistická republika) sein soll.
Tschechische Republik (1990–1992)
Nach dem Ende des kommunistischen Regimes 1989 wurde mit dem Gesetz 53/1990 vom 6. März 1990 die Tschechoslowakische sozialistische Republik, die bereits seit 1969 einen föderalen Charakter hatte, in Tschechische und Slowakische Föderative Republik (tschechisch Česká a Slovenská Federativní Republika, slowakisch Česká a Slovenská Federatívna Republika) umbenannt. Gleichzeitig wurde mit dem Gesetz 81/1990 vom 29. März 1990 die Tschechische Republik (Česká republika), die nur bis Ende 1992 existierte, als eine der zwei Teilrepubliken ausgerufen.
Tschechische Republik
Nach dem Zerfall der Tschechoslowakei 1992 entstand zum 1. Januar 1993 (unter anderem) die Tschechische Republik (Česká republika) als ein neuer selbständiger Staat, was im Gesetz 1/1993, verabschiedet am 16. Dezember 1992 mit der Gültigkeit zum 1. Januar 1993 (neue Verfassung), verabschiedet wurde.

## Kurzname Tschechien
Der Kurzname Tschechien (tschechisch: Česko) für den 1993 entstandenen neuen Staat Tschechische Republik ist offiziell erst seit 2016 im Gebrauch, weil man es 1993 versäumte, einen Kurznamen offiziell zu etablieren.
Zwar empfahl am 11. Mai 2004 der tschechische Senat inoffiziell in einer Sondersitzung die Verwendung der Kurzform Česko; aber erst im April 2016 haben die Verfassungsorgane den Kurznamen offiziell genehmigt, zugleich die Übersetzung des Begriffes „Česko“ für mehrere Sprachen vorgeschlagen und diesen am 5. Juli 2016 in die Datenbank der UN eintragen lassen.